# بكر بن النطاح
بكر بن النطاح الحنفي وقيل أنه عجلي شاعر من شعراء العصر العباسي وهو شاعر غزل ولد في اليمامة وجاء إلى بغداد في زمن هارون الرشيد وبعد ذلك اتصل بابي دلف العجلي الذي أكرمه وأغدق عليه الأموال وعاش بعد ذلك غنيًا إلى أن مات.

## قصته مع أبو دلف
لم يتصف بن النطاح بالشجاعة وكما وصفه في كتاب الأغاني أبو الفرج الأصبهاني كان صعلوكًا يقطع الطريق لكنه كان يصف نفسهُ بالشجاعة في أشعاره فعندما أنشد قصيدة يمدح بها نفسهُ ويصفها بالشجاعة لأبي دلف قال له «إنك لتصف نفسك بالشجاعة وما رأيت عندك لذلك أثرًا» فقال بن النطاح «أيها الأمير وما ترى عند رجل حاسر أعزل» فأمر أبو دلف بأن يعطو له سيفاً وفرسًا، ولأنه من الشعراء الذين مدحوا أبو دلف كثيرًا أغدق عليه أبو دلف الأموال فلما أخذ الأموال وركب الفرس اعترضتهُ جماعة من غلمانهِ فقاتلهم وجرحهم وهربوا، واشترى بهذه الأموال قرية على نهر الأبلة وكانت هناك قرية أخرى بجانبها معروضة للبيع فعاد إلى أبو دلف يطلب المال لشرائها فأعطاه أبو دلف مايريد.